# 2000 PS30
2000 PS30, também escrito como 2000 PS30, é um objeto transnetuniano (TNO) que está localizado no disco disperso, uma região do Sistema Solar. Ele possui uma magnitude absoluta (H) de 8,1 e, tem um diâmetro estimado com cerca de 76 km.

## Descoberta
2000 PS30 foi descoberto no dia 07 de agosto de 2000 pelos astrônomos B. Gladman e J.-M. Petit.

## Órbita
A órbita de 2000 PS30 tem uma excentricidade de 0.457 e possui um semieixo maior de 64.460 UA. O seu periélio leva o mesmo a uma distância de 34.981 UA em relação ao Sol e seu afélio a 93.940.